# Amphiktüonia

Görögországi szenthelyek

Az amphiktüonia az ókori Görögországban vallási jellegű védelmi szövetséget jelentett, ami többnyire egy szentély köré szerveződött. A tagjai kezdetben ethnoszok (etnikai jellegű vagy törzsi csoportok), a későbbiek során poliszok voltak. Közös fesztiválokat tartottak, fenntartották a közös kultuszt és veszély esetére megfogadták egymás védelmét. Az engedetlen tagokat pénzbüntetésre ítélték, súlyosabb vallási sértés esetén kizárhatták és szent háborút is indíthattak ellenük.

## A delphoi amphiktüonia

### Eredete
A leghíresebb és legjelentősebb a delphoi amphiktüonia vagy nagy amphiktüonia volt, ami a Delphoi Apollón szentély és a Thermopülai melletti Démétér-templom védelmére szerveződött. Kialakulás legalább az i. e. 8. századra, de valószínűleg sokkal korábbra, az i. e. 11. századra vezethető vissza. Vitatott, hogy hol volt az eredeti központja, Delphoiban vagy Thermopülaiban, de valószínűleg Thermopülaiban. Amikor már Delphoi volt a központ ugyanis, az amphiktüonia tanácsának neve pülaia volt, a tanácstagoké pedig pülagorasz vagy pülagorosz. A pülai jelentése egyébként „kapuk”, azokra a szorosokra utal, ahol Leónidasz fel tudta tartani Xerxész seregét maroknyi katonájával.
Egy hasonló szó, az amphiktionész – tehát i-vel ü helyett – „a környéken lakókat” jelent, s nyilván amphiktiónia lehetett a szövetség eredeti neve, de mitikus névadó és alapító hősül a hasonló nevű Amphiktüont választotta az antik görög utókor. Ezt a legendát hagyta ránk Pauszaniasz Periégétész, illetve forrása Androtión, egész pontosan a vízözönt feleségével túlélő Deukalión fia, Amphiktüon – Hellén testvére, aki a hellének őse – alapította meg a delphoi és a thermopülai szentélyt is, és utóbbiban a tanácsot, a szünedriont.

### Tagjai
A szünedriont a 12 ethnosz 1-1 képviselője, pülagorasza és 2-2 szavazattal rendelkező küldötte, hieromnémónja alkotta, így összesen 24 szavazat volt. Az eredetileg részt vevő 12 ethnosz a következő volt: thesszaloszok, boiótok, dórok, iónok, perrhaiboszok, magnészok, dolopszok, lokrisziak, oitéiek (ainisziak), phtiótisziak, malisziak, phókisziak. Amikor az első szent háború után i. e. 588 körül Delphoi is csatlakozott, akkor két szavazatot kapott úgy, hogy a kisebb perrhaiboszoknak és dolopszoknak csak 1-1 szavazata maradt.
Az amphiktüoniában a legjelentősebb befolyással a thesszáliaiak rendelkeztek, mivel saját szavazataikon kívül őket támogatták a tőlük függő malisziak, magnészok, ainisziak, perrhaiboszok és dolopszok. A szavazatarányok egyáltalán nem tükrözték az i. e. 5. századra kialakult politikai erőviszonyokat. A dórok egyik szavazatát például mindig a piciny Dórisz birtokolta, a másik pedig rotált a peloponnészoszi dór államok, köztük Spárta, Argosz és Korinthosz között. A iónok egyik szavazata Athéné, a másik az euboiai ión városoké volt, ez már közelebb állt az erőviszonyokhoz.

### Hatásköre
Az amphiktüonia tagjai esküvel fogadták meg, hogy egyik tagállamot sem pusztítják el, és ha háború törne ki közöttük, a víztől sem zárnák el őket. Akik pedig ezt a szabályt megszegik, azoknak a városát lerombolják, javaikat pedig a Delphoi szentélynek adják át. A büntetéseket azonban a nagyobb államokon nem mindig tudták vagy akarták behajtani. Spártát például 1000 talentum büntetésre ítélték, amiért i. e. 382-ben Phoibidasz vezetésével elfoglalták a thébai akropoliszt, a Kadmeiát. A spártaiak ezzel nem értettek egyet és végül nem is kellett kifizetniük.

### Az első szent háború
i. e. 596 körül a phókiszi Kriszát azzal vádolták, hogy a szabályok ellenére megadóztatja a Delphoiba zarándoklókat. A háború valószínűbb okát azonban többen abban látják, hogy Thesszália terjeszkedni szeretett volna Délre, a Korinthoszi-öböl felé és szerette volna a jóslatkérők megsarcolásából meggazdagodott Krisza kincseit is megszerezni. Szent háborút indítottak és i. e. 588-ban lerombolták Kriszát, amelynek lakói a Kirphisz hegyére menekültek, ahol csak i. e. 582-ben sikerült felmorzsolni őket. A háború sikeres befejezése a thesszáliai Eurülokhosz nevéhez fűződik. A győzelem megünneplésére rendezték meg az első püthói játékokat Delphoiban. Az eredetileg vallási szervezet ekkoriban kezdett politikai jelentőségre szert tenni, amikor a nagyobb államok felhasználták arra, hogy a kisebbekre nyomást gyakoroljanak vele.

### A második szent háború
i. e. 356-ban a phókisziak elfoglalták és kifosztották Delphoit, amiért szent háborút (phókiszi háború) indítottak ellenük. Tízéves harc után a phókisziakat i. e. 346-ban kizárták az amphiktüoniából és két szavazatukat a makedónok kapták meg, akik segítettek legyőzni őket. II. Philipposz megnövekedett befolyását Görögország elleni expanziós tervei szolgálatába állította.

### A harmadik szent háború
A harmadik szent háborút i. e. 340–i. e. 339-ben Amphissza ellen hirdették meg.

### A negyedik szent háború
i. e. 280-ra már az aitóliaiak dominálták Delphoit. Szent háborút indítottak ellenük, aminek során i. e. 279-ben a phókisziakat újra beengedték az amphiktüoniába, miután megvédték Delphoit a gallok és aitóliaiak támadása ellen.

### Története a hellenisztikus és a római időkben
i. e. 191-re az amphiktüoniának 17 tagja volt, de csak a legerősebbnek volt 2 szavazata, a többieknek csak egy.
Az amphiktüonia a Római Birodalom idején is létezett, de hatásköre csak Apollón templomára terjedt ki. Augustus beolvasztotta a thesszáliaiakba az ainisziakat, malisziakat, magnészokat és püthiaiakat (delphoiakat). Mivel a dolopszok akkorra már eltűntek az ő helyüket Nikopolisznak adta.
Az amphiktüónia valamikor a 2. században tűnt el.

## Egyéb amphiktüoniák

### Délosz
Nevezetes amphiktüonia működött Déloszon Apollón tiszteletére, a Kükládok ión szigeteinek részvételével.

### Kalaureia
Kalaureia szigetén Poszeidón tiszteletére működött amphiktüonia Kalaureia, Troizén, Athén, Hermioné, Epidaurosz, Aigina, Prasziai, Nauplia és Orkhomenosz részvételével.

### Onkhésztosz
Onkhésztoszban Poszeidón és Athéna Itónia tiszteletére, a két szentély köré szerveződve működött amphiktüonia a boiót államok részvételével.

### Paniónion
Feltehetőleg amphiktüonia volt a Paniónion, ami 12 ión város részvételével Mükaléban Poszeidón Helikóniosz oltára köré az i. e. 7. század elején szerveződött. A résztvevők Milétosz, Epheszosz, Müusz, Phókaia, Khiosz, Számosz, Lebedosz, Kolophón, Priéné, Teósz, Erüthrai és Klazomenai voltak. A szövetségben az egyes tagállamokat probuloszok képviselték. A szövetség fontos szerepet játszott a ión felkelésben (i. e. 499 – i. e. 493).